# Luigi Chiariello
Luigi Chiariello (Buccino, 4 novembre 1943) è un cardiochirurgo italiano.
Professore di cardiochirurgia nelle Università di Pisa (1980-1983) e Roma Tor Vergata (1983-2014).
È Presidente e Direttore Scientifico della Mediterranea, Struttura Ospedaliera di Alta Specialità di Napoli ed è Cavaliere di Gran Croce della Repubblica Italiana. È autore del Trattato di Chirurgia Cardiaca redatto in lingua italiana (2016). È autore insieme con lo psichiatra Willy Pasini del saggio Da Cuore a Cuore con prefazione di Raffaele La Capria (2018).
Nel corso della sua attività ha eseguito circa trentamila operazioni chirurgiche al cuore. È famoso in tutto il mondo per aver operato al cuore S.S. Papa Benedetto XVI nel 2012.

## Biografia